# John William Ritchie

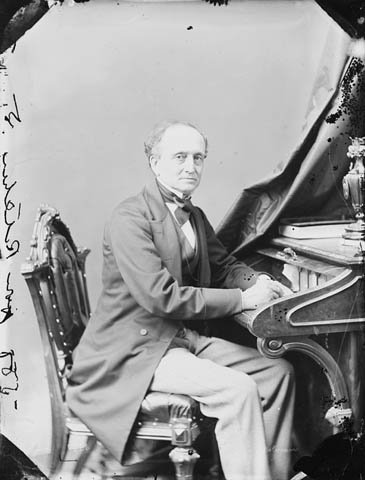
John William Ritchie

John William Ritchie, QC (* 26. März 1808 in Annapolis Royal, Nova Scotia; † 13. Dezember 1890 in Halifax) war ein kanadischer Politiker und Richter. Als einer der Väter der Konföderation gehört er zu den Wegbereitern des 1867 gegründeten kanadischen Bundesstaates. Von 1867 bis 1870 war er Senator, danach Richter.

## Biografie
Der Sohn von Thomas Ritchie, einem Richter und Mitglied des Abgeordnetenhauses von Nova Scotia, erhielt seine Schulbildung teilweise von einem Privatlehrer. Später studierte er Recht in der Kanzlei seines Onkels James William Johnston (damals gab es in Nova Scotia noch keine Rechtsfakultät) und erhielt 1831 die Zulassung als Rechtsanwalt. 1836 stellte er sich erstmals zur Wahl, unterlag aber. Ein Jahr später folgte die Ernennung zum juristischen Mitarbeiter des Abgeordnetenhauses; diese Tätigkeit übte er bis 1860 aus.
Ritchie war 1856 Gründer der Union Bank of Halifax und leitete dieses Finanzinstitut bis 1866 als Direktor. Ab 1863 gehörte er dem Direktorium der Dalhousie University an. Charles Tupper berief Ritchie im Mai 1864 als Justizminister in die Regierung von Nova Scotia. Im Dezember 1866 nahm er an der Londoner Konferenz teil, wo über die Schaffung eines föderalen Bundesstaates in Britisch-Nordamerika beraten wurde. Als Fraktionsführer sicherte er die Zustimmung des Oberhauses zum Beitritt Nova Scotias. Der kanadische Premierminister John Macdonald ernannte Ritchie im Oktober 1867 zum Senator. Er legte sein Parlamentsmandat im September 1870 nieder und amtierte danach bis 1882 als Richter am Obersten Gerichtshof der Provinz Nova Scotia.
Sein jüngerer Bruder William Johnstone Ritchie war von 1879 bis 1892 Chief Justice des Obersten Gerichtshofes von Kanada.